# Митрополит дабробосански Николај (Мандић)
Владика Николај (световно: Петар Мандић; Горњи Грачац, 5. август 1840 — Опатија, 2. август 1907) био је српски теолог, митрополит дабробосански (7. новембар 1896 — 2. август 1907) и митрополит зворничко-тузлански (14. мај 1892 — 26. јул 1897). Никола Тесла му је био сестрић.

## Детињство и школовање
Николај је рођен је 5. августа 1840. године у Горњем Грачацу, у данашњој Хрватској, као Петар Мандић. Рођен је од оца Николе који је био свештеник, и мајке Софије, рођене Будисављевић. Сестра му је Георгина, мајка Николе Тесле. После завршене основне (немачке школе) и „обершул”, завршио је Богословију у Плашком.

## Свештеник
У чин ђакона рукоположио га је 15. децембра 1863. године епископ Горњокарловачки Петар (Јовановић), бивши архиепископ Београдски и митрополит Србије. у чин свештеника рукоположен је само 3 дана касније, 18. децембра 1863. године. Једно време био је капелан старом горњокарловачком пароху Филипу Добрићу. На позив епископа Горњокарловачког Лукијана Николајевића долази 1866. године за професора Богословије и пароха II парохије у Плашком. Међутим, по жељи народа и свога оца, као и због љубави према родном месту, исте 1866. године прелази за пароха у Грачац. Успоставивши добар однос са народом и властима стекао је велики углед као парох у Грачацу. Уз помоћ крајишке владе и народа у Грачацу подигао је цркву, парохијски дом и школу. Већ 1872. године изабран је за члана епархијске Конзисторије. Две године касније, 1874. године, Горњокарловачки епископ Теофан (Живковић) га је одликовао црвеним појасом због заслуга за Цркву и народ. Исти епископ га је 21. маја 1879. године произвео за протојереја. Те године је постављен за пароха у Госпићу, после смрти проте Милутина Тесле, мужа негове сестре Георгине. У Госпићу је прота Петар Мандић основао Српско-православну читаоницу и певачко друштво. Крајишка влада му је поклонила кућу коју је он претворио у парохијски дом. Као истакнути радник, поуздан познавалац културних прилика своје земље и као добар говорник био је посланик на свим српским саборима од 1872. до 1892. године као и на хрватским и угарским саборима од 1883. до 1892. године. Исто тако био је члан комисије за катастарску процену земаља у Лици и члан мешовите комисије за уређење планинске паше на тромеђи, па је у том својству знатно допринео умирењу Личана и Далматинаца. У жељи да упозна основне школе и друге заводе путовао је 1888. и 1889. године по Немачкој и Швајцарској. Посетио је и изложбу у Паризу. За заслуге и лојалност држави одликован је 1881. године Витешким крстом, орденом Фрање Јосифа I; две године касније епископ Теофан га је одликовао надбедреником; 26. октобра 1895. одликовао га је Франц Јосиф I комтурним Крстом са звездом.
У породичном животу прота Мандић није имао среће. Као млад човек остао је удовац са троје деце. Потом су му помрла и деца. После смрти супруге и деце сву љубав преноси на сестрића Николу Теслу, сина проте Милутина Тесле. Старао се о његовом школовању и допринео његовом каснијем успеху.

## Монах и митрополит Зворничко-тузлански
Као свештеник удовац, замонашио се 13. маја 1891. године у манастиру Гомирју. На монашењу је добио име Николај. Исте године 14. октобра произведен је за архимандрита гомирског. За митрополита Зворничко-Тузланског је именован 14. маја 1892. године од аустријског цара и угарског краља Фрање Јосифа I.
Свети архијерејски синод Цариградске патријаршије на челу са патријархом патријархом Неофитом VIII, истог дана када је именован изабрао га је између тројице кандидата у патријаршијском храму Светог великомученика Георгија за митрополита Зворничко-Тузланског. То је био други Србин на трону Зворничко-Тузланских епископа после гашења Пећке патријаршије. Тада је имао око 52 године. О избору га је обавестио Васељенски патријарх Неофит VIII 23. маја 1892. године патријарашким писмом. Истог дана упутио је Васељенски патријарх Неофит VIII писмо митрополиту Дабробосанском Николајевићу у коме му наређује да са Херцеговачким Серафимом и још једним епископом Карловачке патријаршије изврши хиротонију архимандрита Николаја Мандића.
Новоизабрани митрополит Николај Мандић допутовао је из Сарајева у Тузлу у среду 20. јула 1892. године. Приређен му је свечани дочек. На оближњој железничкој станици у „Креки” дочекало га је осам чланова српског Црквено-школског одбора са свештеником Цвијетином Поповићем. Одавде су заједно наставили пут возом до Тузле. На железничкој станици у Тузли дочекали су га представници власти, свештенство и многобројни народ. Том приликом поздравио га је градоначелник Ибрахим-бег Џиндо. У свом говору истакао је да се сви грађани, без разлике на веру и народност, искрено радују са православном браћом. Захваљујући се на дочеку Мандић се посебно обратио муслиманима рекавши: „ми смо крвна браћа и ако нас вјера дијели”. Потом се каруцама одвезао до цркве где га је у црквеној порти чекало много народа.
У петак 10. јула допутовали су возом архијереји: митрополит Дабробосански Георгије Николајевић у пратњи конзисторијалног проте Давидовића, игумана Гедеона Марића и протођакона Р. Бошковића; Захумско-Херцеговачки митрополит Серафим у пратњи ђакона Стевана Правице и епископ Пакрачки Мирон (Николић). Истог дана је у Тузлу стигао царски и краљевски комесар барон Апел. Посвећење је извршено у недељу 12. јула 1892. године (по старом календару) у Тузли. У име Цариградског патријарха и Светог синода на Литургији новом митрополиту владичански жезал је предао митрополит Дабробосански Георгије Николајевић. После посвећења на крају Литургије свечану инсталацију извршио је барон Апел.
Истог дана када је примио митрополију Зворничко-Тузланску, митрополит Николај обратио се окружницом 6. августа 1892. године свештенству и српском народу, саветујући их да поштују државне законе и да их савесно врше, али и „да љубите свету православну цркву своју, и по њезиним правилима живот свој проводите; да брижљиво његујете школу и просвјету народну; да неслогом и личним зађевицама не расточавате свој и народни живот, излажући се праведној клетви потомства свога; да се добро и братински слажете са суграђанима својим друге вјере, другог имена и племена, поштујући њихове светиње, а своје чувајући и љубећи”.
Пошто је Мандић био даровит и образован, врстан проповедник, искусан у црквеној служби, од њега се као митрополита очекивало много. За четири и по године колико је био на трону Зворничко-Тузланских митрополита урадио је много. Стрпљивим радом завео је поредак у епархији. Издао је 36 наредби. Једном од првих наредби тражио је од свештенства да му се достави списак свештеничких удовица, којима је од земаљских средстава израдио годишњу помоћ. Обезбедио је помоћ и многим сиромашним свештеницима. Залагао се за оснивање епархијског фонда; нажалост, у томе није успео. Да би подигао ниво свештеничког образовања, позивао је образоване људе из Србије да дођу у Тузлу, али се они тим позивима нису одазивали. Саставио је и одштампао обрасце за матице и разаслао их свим парохијама бесплатно. Трошак око штампања на његову молбу исплатила је земаљска влада. Да би се учино крај дивљим браковима, куповини и продаји женске деце као и великом броју развода, издао је Уредбу о склапању брака. Посебну пажњу је посветио верској настави. Подстицао је подизање нових цркава. Од 1893. до 1897. године осветио је новоподигнуте цркве у Пожарници и Пурачићу. Његовом иницијативом започете су још многе народно-црквене грађевине, које ће бити довршене по његовом одласку на престо Дабробосанске епархије. За ово кратко време саграђени су и освећени парохијски домови у: Пожарници, Јасеници, Осјечанима, Српској Грапској, Градачцу, Сандићима, Обарској, Батковићу и Загонима. Рукоположио је већи број свештеника. Пошто је за кратко време учинио много на трону Зворничко-Тузланских епископа, савременици су за њега говорили да је „био такав архијереј каквог Босна никада дотле није имала”.

## Митрополит дабробосански
После смрти Дабробосанског митрополита Георгија Николајевића Дабробосанска митрополија била је упражњена преко девет месеци. Решењем аустријског цара и угарског краља Франца Јосифа I од 7. новембра 1896. године у споразуму са Цариградским патријархом Антимом VII и Синодом Цариградске патријаршије именован је за Дабробосанског митрополита Николај Мандић, дотадашњи Зворничко-Тузлански митрополит. Одлуком цара Франца Јосифа I од 17. децембра 1896. године митрополит Мандић је истовремено одређен за администратора Зворничко-Тузланске митрополије до њеног попуњавања.
Чим је обавештен да је изабран за Дабробосанског митрополита Мандић је 7. децембра 1896. године обавестио свештенство и народ своје нове епархије да ће устоличење бити у Сарајеву 20. децембра. Одмах су почеле припреме за дочек и устоличење. Припремљен је веома свечан програм.
Митрополит Мандић је последњу архијерејску службу као митрополит Зворничко-Тузлански служио у Тузли на Никољдан 18. децембра 1896. године. На Литургији је било много народа који је дошао да се опрости од свог омиљеног архијереја. У опроштајној дирљивој беседи митрополит је поучио паству да чува своју веру прадедовску и да живи у братској слози. Истог дана после подне кренуо је возом за Сарајево испраћен од многобројног народа: православних, римокатолика и муслимана.
У недељу 20. децембра у Новој цркви служена је Света архијерејска Литургија. Служили су нови Дабробосански митрополит Николај Мандић и Захумско-Херцеговачки митрополит Серафим Перовић уз саслужење десет протојереја, девет свештеника и четири ђакона.
Два дана после устоличења митрополит Мандић је о томе обавестио окружницом свештенство Дабробосанске епархије и наредио им да у свим богослужењима и обредима спомињу његово име као канонског јерарха. Тиме је стављена ван снаге окружница Конзисторије од 10. фебруара 1896. године.
Преузевши управу Дабробосанском митрополијом митрополит Николај и даље је администрирао Зворничко-Тузланском митрополијом до њеног попуњења. То је био разлог да окружницом од 31. децембра 1896. године позове свештенство, српско-православне општине и народ митрополије Зворничко-Тузланске да се у свима духовним и црквено-административним пословима, до коначног попуњавања митрополијске столице обраћају њему, односно управи Зворничко-Тузланске митрополије. Свештенству је наредио да у свим богослужбеним обредима и јектенијама спомињу његово име. Овом митрополијом је администрирао до 26. јула 1897. године. Синод Цариградске патријаршије је 29. априла 1897. године изабрао потпредседника сарајевске Конзисторије архимандрита Григорија Живковића за митрополита Зворничко-Тузланског. Бечки двор је овај избор потврдио 29. маја 1897. године. Хиротонију су извршили митрополит Дабробосански Николај Мандић, изасланик Цариградског патријарха, митрополит Захумско-Херцеговачки Серафим Перовић и епископ Вршачки Гаврило Змејановић.
Исте 1897. године дошло је до извесне промене граница Дабробосанске и Захумско-Херцеговачке митрополије. На предлог митрополита Серафима Перовића и у споразуму са митрополитом Николајем Мандићем, села Коњичког котара су издвојена од Дабробосанске митрополије и припојена Захумско-Херцеговачкој, а од Захумско-Херцеговачке је узето Рудо и припојено Дабробосанској митрополији.
Митрополит Николај Мандић је одмах по доласку у Сарајево почео да ради на подели Дабробосанске митрополије на две. Разлог за то је био велико пространство које је захватала Дабробосанска митрополија: имала је 25 протопрезвитерата, 212 парохија, преко 270 свештеника, а комуникације су биле лоше па се тешко њоме могло успешно управљати. На његов предлог Цариградски патријарх Константин је са Светим синодом 1899. године од делова Дабробосанске митрополије основао четврту митрополију у Босни и Херцеговини – Бањалучко-Бихаћку са седиштем у Бањој Луци.
Штампање црквених књига о државном трошку које је започео митрополит Георгије Николајевић наставио је и митрополит Мандић. За његово време о државном трошку штампане су књиге: Требник и Допунитељни Требник 1897; Служебник 1898; Општи Минеј 1899; Празнични Минеј 1901. и Часослов 1902. године. Овим, као и оним раније штампаним црквеним књигама снабдела је Земаљска влада, на митрополитов предлог, оне цркве које су се за то молбом обратиле. Исто тако, влада је на заузимање митрополита снабдела многе цркве одеждама и црквеним предметима, а 1900. године набавила је нов намештај за салу где су држане конзисторијалне седнице. Године 1905. од уштеде писарничког паушала основана је Конзисторијална библиотека са преко 1.000 дела богословске, правне и лепе књижевности.
Митрополит Мандић често је обилазио своју митрополију и на лицу места се упознавао са проблемима. Следеће године по доласку у Сарајево, маја 1897. о Духовима посетио је Бању Луку. Први и други дан Духова служио је Свету архијерејску Литургију у Бањој Луци. Трећи дан Духова посетио је Маглај и упознао се са радовима на новој цркви. Пре тога посетио је стару дрвену цркву и Српско-православну основну школу где је проверавао знање ученика из веронауке. Задовољан њиховим знањем поклонио им је мало новца. Из Бање Луке на путу за Сарајево посетио је манастир Крупу, Јајце (јајачки водопад) и Травник. У Сарајево је дошао 6. јуна. Следеће 1898. године о Духовима посетио је Власеницу. Том приликом је посетио цркве у околини Власенице на: Рудишту, Ловницу и манастир Папраћу. У селу Копривну осветио је новосаграђену цркву. Из Власенице је 28. маја отпутовао у Сребреницу, где је посетио околне цркве у: Факовићима, Жлијебцу, Црквици, Скеланима, Височнику, Прибојевићу, Крњићу, Каринску цркву (Карине), Братунцу и Кравици. Из Власенице је 5. јуна отишао у Рогатицу и Вишеград, где је посетио Добрун, Штрпце и Рудо. У другој половини 1900. године око месец дана обилазио је западни део своје епархије. У источном делу епархије је поново био маја 1902. године у пратњи проте Васа Поповића и ђакона Петра Лалића. Овом приликом је посетио: Вишеград, Добрун, Штрпце и Рудо (вишеградски протопрезвитерат); Рогатицу, Соколац и Доњу Прачу (гласиначки протопрезвитерат); Власеницу, Милиће, Ловницу и Папраћу (власенички протопрезвитерат); Сребреницу и Дрињачу (сребренички протопрезвитерат). Црквену општину у Високом посетио је 28. септембра 1903. године, служио Свету архијерејску Литургију и поучио народ. На Светог Димитрија 24. октобра 1904. године служио је у Јајцу Свету архијерејску Литургију. За време ових посета прегледао је цркве, црквене богослужбене предмете, парохијске матице, архиву, црквени инвентар и школе, проверавајући знање из веронауке.
Духовни расадник свештенства – Богословију у Рељеву – често је посећивао. Први пут као митрополит Дабробосански посетио је овај богословски завод 30. марта 1897. године у пратњи архимандрита Живковића. У првој поучној беседи ученицима митрополит је истакао потребу да се што боље припреме да послуже Православној цркви и своме народу. Обећао је да ће у договору са властима радити да се завод пресели у Сарајево „гдје ћете архијереја виђати не једанпут у две године, већ сваке недјеље”. Из извештаја Богословије види се да је у току године више пута боравио у школи, посећивао наставу, присуствовао и председавао испитима, присуствовао при подели сведочанстава и служио о храмовној слави и о неким празницима. Он је први Дабробосански митрополит који је од земаљских власти добио стипендије за свршене богослове ради даљег усавршавања на богословским факултетима у Черновцима и Атини. Митрополит се старао да се комплетира богословска библиотека па јој је у више наврата поклањао књиге.
У бризи за очување православне вере митрополит Николај је посебну пажњу посветио веронауци. Међутим, било је сеоских, чак и варошких парохија у којима није било народне основне школе, па није било ни веронауке. Настојећи да и ваншколска омладина стекне знање о својој вери окружницом од 19. марта 1898. године наредио је свештеницима да у формуларе унесу имена ваншколске омладине од 10-15 година и да се за њих организује верска настава у недељне и празничне дане пре подне код цркве, а где цркве нема у парохијском стану или неком другом подесном месту. Овај вид верског образовања ваншколске омладине, и поред многих проблема, остварен је захваљујући упорности митрополита Мандића.
У Сарајеву је посебно сваке године вршено свечано богојављенско водоосвећење. Тако је било и за време митрополита Николаја Мандића. Такође је свечано прослављан и дан Светог Саве, као и митрополитова крсна слава Лазарева субота.
Заслугом митрополита Николаја Мандића заживео је мировински фонд за издржавање сиротих свештеничких породица, коме је темељ положио блаженопочивши митрополит Георгије Николајевић. У окружници од 16. фебруара 1898. године упућеној протопрезвитерима митрополит Мандић покреће питање поменутог фонда, у којој каже да темељ фонду чини прилог Земаљске владе. Поред тога сваки свештеник је дужан као основну главницу да уложи једанпут или у више рата извесну своту новца на коју ће плаћати годишње интерес од шест одсто.
Митрополит Николај Мандић је водио и борбу за црквено-просветну аутономију Православне цркве у Босни и Херцеговини. У томе је успео када је од Цариградске патријаршије 31. маја 1905. а од Аустријског двора 13. августа 1905. године одобрена уредба црквено-просветне аутономије, над чијом је израдом радио митрополит Мандић. Овом Уредбом регулисана је организација Српске православне цркве у Босни и у Херцеговини, коју чине четири митрополије под јурисдикцијом Цариградске патријаршије. Општи део Уредбе уређује управу сваке епархије, чији су делови црквене општине, односно парохије, протопрезвитери, манастири и манастирске парохије. Органи те управе у црквеним општинама су: црквене скупштине, црквени одбори и протопрезвитери; у средиштима епархија, за обављање црквене јурисдикције, епархијски црквени судови, а за црквено-економске и просветне ствари епархијски управни и просветни савет. Чланом XX Уредбе узакоњена је народна црквена застава за српске православне митрополије с бојама: одозго црвена, у средини плава и одоздо бела. Службени језик у свим народно управним органима је српски а писмо ћирилица.
Више година је покретано питање оснивања свештеничког удружења и свештеничког мировинског фонда за Босну и за Херцеговину. На седници одржаној у Сарајеву 6. фебруара 1907. године на којој су присуствовали изасланици свештенства Босне и Херцеговине усвојена су правила свештеничког удружења и мировинског свештеничког фонда за Босну и Херцеговину.
Митрополит Мандић је посебну пажњу посветио Светој тајни крштења. Наредио је свештеницима да на први позив родитеља одмах крсте новорођенче да се не би десило да дете умре некрштено. Окружницом од 30. августа 1906. године забранио је свештеницима да врше Свету тајну крштења по домовима и наређује да је врше у парохијским храмовима. Изузетно је дозволио, тамо где нема цркве, да се Света тајна крштења свршује у парохијском дому. Такође је наредио свештеницима да сваки у својој парохијској цркви односно у парохијском дому направи крстионицу .
Према сачуваним подацима митрополит Мандић је у Дабробосанској епархији рукоположио преко 60 свештеника. Веома мали број их је одликовао, јер је у додељивању одликовања био строг. Осветио је следеће новосаграђене цркве: у Блажују 1897, Копривну 1898, Бихаћу 1898, Притоци 1899, Прибинићу 1900, звоник цркве у Сокоцу 1901, цркву у Жепчу 1902, Сребреници 1903, Подрашњици 1904, Дрињачи 1905, Густовари 1907. Српску народну школу у Травнику је осветио 1905. године. Темеље митрополије на југоисточној страни од Нове цркве на углу Фран-Јосифове и Рудолфове улице осветио је на Малу Госпојину, 8. септембра 1898. године. Зграда је завршена следеће године; осветио је митрополит Мандић уз саслужење неколико свештеника 3. октобра 1899. године.

## Смрт и сахрана
Митрополит Мандић је био доброг здравља. Године 1906. почео је побољевати па је у разним лечилиштима тражио опоравак. Умро је 2. августа 1907. године у 8 часова увече у купалишту у Опатији у 67. години. Поред њега је био парох ријечки прота Косановић, дјевер његове нећакиње Марице Косановић (Теслина сестра тј. ћерка његове сестре Георгине Тесла).
Управу епархијом преузео је Епархијски црквени суд на ванредној седници 8. августа 1907. године и истог дана затражио од окружних протојереја да обавесте свештенике: „Да до 29. августа о. г. на свакој св. литургији на проскомидији и послије освећења часних дарова тајно, а иза сугубе јектеније јавно, јектенијом за покојне спомињете: усопшег архипастира”, а 29. августа после Свете Литургије да одслуже парастос и да изговоре кратку беседу у спомен покојног архијереја, да његово име упишу у диптихон и да до даљег у јектенијама где се спомиње архијереј помињу Цариградског патријарха.
У почетку се мислило да ће блаженопочивши митрополит Мандић бити сахрањен у Ријеци. После неколико дана донета је одлука да се сахрани у Сарајеву. У петак 9. августа у 8 часова је почела Света Литургија коју је служило пет свештеника. Литургији је присуствовао митрополит Бањалучко-Бихаћки Евгеније Летица. На крају Литургије у цркву су дошли представници земаљских и војничких власти и разна изасланства. Опело је служио митрополит Бањалучко-Бихаћки Евгеније са два архимандрита, 45 свештеника и два ђакона. После опела спровод је кренуо на гробље на Кошеву. Сахрањен је у гробницу митрополита Георгија Николајевића.
Међу многобројним телеграмима саучешћа поводом смрти митрополита Мандића истичу се телеграми цара Јосифа I и Цариградског патријарха Јоакима.

## Тесла и митрополит Мандић
Тесла је на врхунцу проналазачке славе (1892) дошао из Америке у Европу и поред своје родне Лике, боравио је и код свог ујака, тада архимандрита Мандића, у манастиру Гомирје.

Никшићки лист Невесиње, број 34. од 23.12.1898. доноси чланак о Босни и Херцеговини у којем између осталог пише: 
Митрополит Мандић непосредно агитира за себе. Какво је стање у БиХ види се најбоље по томе, што је славни елекро-техничар и ватрени православни Србин Никола Тесла писао Митрополиту Мандићу, својем ујаку: Ујаче! Проклет био ако издаш народ и вјеру православну и било проклето србско млијеко, које си сисао!